# Jana Dmitrijewna Sisikowa
Jana Dmitrijewna Sisikowa (russisch Яна Дмитриевна Сизикова, englische Schreibweise Yana Sizikova; * 12. November 1994 in Moskau) ist eine russische Tennisspielerin.

## Karriere
Sisikowa begann mit sechs Jahren mit dem Tennisspielen, ihr bevorzugter Belag ist der Teppich. Sie spielt hauptsächlich Turniere auf dem ITF Women’s Circuit, bei denen sie bereits drei Einzel- und 44 Doppeltitel gewinnen konnte.
Ihr erstes Profiturnier spielte sie im September 2009 im spanischen Lleida, ihr erstes Finale erreichte sie im Oktober 2010 im ebenfalls katalanischen St. Cugat. Den ersten Turniersieg im Doppel feierte Sisikowa im April 2012 in Fujairah (VAE), im Einzel im Dezember desselben Jahres in Dschibuti.
Ihren bislang einzigen Sieg auf der WTA Tour feierte sie im Juli 2019 im Doppel gemeinsam mit ihrer Landsfrau Anastassija Potapowa in Lausanne.

## Manipulationsverdacht
Am 4. Juni 2021 wurde Sisikowa während ihrer Teilnahme an den French Open wegen Manipulationsverdacht von der Pariser Polizei festgenommen und wenig später wieder freigelassen. Der Spielerin wird vorgeworfen, dass sie bei den French Open 2020 an der Seite ihrer US-amerikanischen Doppelpartnerin Madison Brengle im Erstrundenmatch gegen das rumänische Duo Andreea Mitu und Patricia Maria Țig zwei absichtliche Doppelfehler im fünften Spiel des 2. Satzes begangen hat. Sisikowa verlor das Aufschlagspiel zu Null und das Doppel unterlag ihren Gegnerinnen glatt in zwei Sätzen. Auf das betroffene Spiel sollen hohe Geldsummen gesetzt worden sein, wie von unterschiedlichen Wettanbietern der internationalen Tennis-Untersuchungsbehörde ITIA (ehemals TIU) gemeldet wurde. Die französischen Strafverfolgungsbehörden haben ein Verfahren wegen Wettbetrugs eingeleitet. Als mögliche Delikte wurden Betrug in einer organisierten Tätergruppe sowie aktive und passive Korruption angeführt. Es gebe vorerst keine Anklage, sondern Ermittlungen.

## Turniersiege

### Einzel
| Nr. | Datum              | Turnier             | Kategorie   | Belag     | Finalgegnerin      | Ergebnis       |
| --- | ------------------ | ------------------- | ----------- | --------- | ------------------ | -------------- |
| 1.  | 15. Dezember 2012  | Dschibuti           | ITF $10.000 | Hartplatz | Anna Floris        | 6:2, 4:6, 6:4  |
| 2.  | 15. September 2013 | Scharm asch-Schaich | ITF $10.000 | Hartplatz | Prarthana Thombare | 7:67, 3:6, 7:5 |
| 3.  | 13. Oktober 2013   | Scharm asch-Schaich | ITF $10.000 | Hartplatz | Helen Ploskina     | 6:2, 6:2       |

### Doppel
| Nr. | Datum              | Turnier                    | Kategorie         | Belag             | Partnerin             | Finalgegnerinnen                                | Ergebnis          |
| --- | ------------------ | -------------------------- | ----------------- | ----------------- | --------------------- | ----------------------------------------------- | ----------------- |
| 1.  | 14. April 2012     | Fujairah                   | ITF $10.000       | Hartplatz         | Anna Zaja             | Fatma Al-Nabhani Kyra Shroff                    | 6:4, 6:1          |
| 2.  | 21. April 2012     | Maskat                     | ITF $10.000       | Hartplatz         | Kyra Shroff           | Barbara Haas Laëtitia Sarrazin                  | 6:2, 6:4          |
| 3.  | 15. September 2012 | Astana                     | ITF $10.000       | Hartplatz (Halle) | Polina Monowa         | Uljana Aisatulina Elena Maltseva                | 6:3, 6:2          |
| 4.  | 24. November 2012  | La Vall d’Uixó             | ITF $10.000       | Sand              | Jade Windley          | Katharina Negrin Xenija Scharifowa              | 6:3, 6:4          |
| 5.  | 15. Dezember 2012  | Djibouti                   | ITF $10.000       | Hartplatz         | Diana Bogoliy         | Amandine Hesse Chloé Paquet                     | 6:3, 3:6, [10:8]  |
| 6.  | 22. Dezember 2012  | Djibouti                   | ITF $10.000       | Hartplatz         | Diana Bogoliy         | Amandine Hesse Chloé Paquet                     | 5:7, 6:4, [10:4]  |
| 7.  | 16. März 2013      | Madrid                     | ITF $10.000       | Sand              | Jewgenija Paschkowa   | Gaia Sanesi Giulia Sussarello                   | 3:6, 6:3, [10:5]  |
| 8.  | 4. Mai 2013        | Scharm asch-Schaich        | ITF $10.000       | Hartplatz         | Anna Morgina          | Lise Brulmans Klaartje Liebens                  | 6:3, 6:2          |
| 9.  | 31. August 2013    | Scharm asch-Schaich        | ITF $10.000       | Hartplatz         | Anna Morgina          | Nikola Horáková Julija Waletowa                 | 6:2, 6:4          |
| 10. | 7. September 2013  | Scharm asch-Schaich        | ITF $10.000       | Hartplatz         | Anna Morgina          | Fatma Al-Nabhani Alina Mikheeva                 | 6:74, 6:1, [10:8] |
| 11. | 5. Oktober 2013    | Scharm asch-Schaich        | ITF $10.000       | Hartplatz         | Anna Morgina          | Giulia Bruzzone Karina Venditti                 | 6:2, 6:3          |
| 12. | 12. Oktober 2013   | Scharm asch-Schaich        | ITF $10.000       | Hartplatz         | Anna Morgina          | Natasha Palha Karina Venditti                   | 6:3, 6:2          |
| 13. | 7. Dezember 2013   | Djibouti                   | ITF $10.000       | Hartplatz         | Lee Hua-chen          | Shweta Rana Wang Xiyao                          | 6:3, 6:3          |
| 14. | 14. Dezember 2013  | Djibouti                   | ITF $10.000       | Hartplatz         | Lee Hua-chen          | Margalita Lazareva Kateryna Sliusar             | 4:6, 6:3, [10:4]  |
| 15. | 22. März 2014      | Lima                       | ITF $10.000       | Sand              | Tamara Čurović        | Sofía Luini Aranza Salut                        | 6:4, 7:5          |
| 16. | 29. März 2014      | Lima                       | ITF $10.000       | Sand              | Tamara Čurović        | Sofía Luini Aranza Salut                        | 6:2, 7:62         |
| 17. | 5. April 2014      | Lima                       | ITF $10.000       | Sand              | Tamara Čurović        | Stephanie Mariel Petit Carolina Zeballos        | 6:0, 6:4          |
| 18. | 13. September 2014 | Scharm asch-Schaich        | ITF $10.000       | Hartplatz         | Anna Morgina          | Ilze Hattingh Michelle Sammons                  | 6:3, 0:6, [10:6]  |
| 19. | 6. Juni 2015       | Kasan                      | ITF $10.000       | Hartplatz         | Anastassija Frolowa   | Aida Kalimullina Jekaterina Jaschina            | 6:2, 6:3          |
| 20. | 7. August 2015     | Plowdiw                    | ITF $10.000       | Sand              | Alexandra Nancarrow   | Maryna Kolb Nadija Kolb                         | 6:3, 6:3          |
| 21. | 26. September 2015 | El Kantaoui                | ITF $10.000       | Hartplatz         | Olga Doroschina       | Lisa-Marie Mätschke Anastasija Schleptsowa      | 6:2, 6:2          |
| 22. | 24. Oktober 2015   | Port El-Kantaoui           | ITF $10.000       | Hartplatz         | Magali Kempen         | Patrycja Polańska Anna Slováková                | 7:60, 6:4         |
| 23. | 29. November 2015  | El-Kantaoui                | ITF $10.000       | Hartplatz         | Linnéa Malmqvist      | Kajsa Rinaldo Persson Natalija Šipek            | 6:4, 6:2          |
| 24. | 22. Januar 2016    | Astana                     | ITF $10.000       | Hartplatz (Halle) | Olga Doroschina       | Alexandra Grintschischina Erika Vogelsang       | 6:4, 6:0          |
| 25. | 19. März 2016      | ITF Scharm asch-Schaich    | ITF $10.000       | Hartplatz         | Anastassija Komardina | Veronika Kapshay Karin Kennel                   | 3:6, 6:3, [10:6]  |
| 26. | 18. Juni 2016      | Fargʻona                   | ITF $25.000       | Hartplatz         | Polina Monowa         | Prerna Bhambri Ankita Raina                     | 7:60, 6:2         |
| 27. | 1. Juli 2016       | Kasan                      | ITF $10.000       | Sand              | Olga Doroschina       | Amina Anschba Angelina Gabujewa                 | 6:4, 6:78, [10:5] |
| 28. | 5. August 2016     | Nonthaburi                 | ITF $25.000       | Hartplatz         | Olga Doroschina       | Miyabi Inoue Akiko Omae                         | 4:6, 6:3, [11:9]  |
| 29. | 23. September 2016 | Hua Hin                    | ITF $25.000       | Hartplatz         | Laura Pigossi         | Wei Zhanlan Zhao Qianqian                       | 6:3, 2:6, [10:4]  |
| 30. | 7. Oktober 2016    | Schymkent                  | ITF $10.000       | Sand              | Kamila Kerimbajewa    | Anna Pribylowa Julyette Maria Josephine Steur   | 6:2, 6:3          |
| 31. | 17. Dezember 2016  | Casablanca                 | ITF $10.000       | Sand              | Daiana Negreanu       | Déborah Kerfs Ioana Loredana Roșca              | 6:4, 6:2          |
| 32. | 15. April 2017     | Schymkent                  | ITF $15.000       | Sand              | Ilona Kramen          | Anastassija Gassanowa Anastassija Pribylowa     | 6:4, 6:1          |
| 33. | 21. April 2017     | Schymkent                  | ITF $15.000       | Sand              | Ilona Kramen          | Weronika Kapschaj Alexandra Perper              | 7:62, 6:1         |
| 34. | 1. September 2017  | Almaty                     | ITF $25.000       | Sand              | Gabriela Cé           | Nigina Abduraimova Oqgul Omonmurodova           | 6:4, 3:6, [10:7]  |
| 35. | 14. Oktober 2017   | Óbidos                     | ITF $25.000       | Teppich           | Eliza Kostowa         | Georgia Brescia Alice Matteucci                 | kampflos          |
| 36. | 22. Oktober 2017   | Óbidos                     | ITF $25.000       | Teppich           | Olga Doroschina       | Berfu Cengiz Katie Swan                         | 6:2, 6:2          |
| 37. | 27. Oktober 2017   | Óbidos                     | ITF $25.000       | Teppich           | Olga Doroschina       | Lizaveta Hancharova Dalila Spiteri              | 6:0, 6:2          |
| 38. | 18. November 2017  | Dakar                      | ITF $25.000       | Hartplatz         | Ana Veselinović       | Valentini Grammatikopoulou Rosalie van der Hoek | 6:3, 6:3          |
| 39. | 25. November 2017  | Valencia                   | ITF $25.000       | Sand              | Cristina Bucșa        | Andrea Gámiz Georgina García Pérez              | 7:61, 7:65        |
| 40. | 16. März 2018      | Gwalior                    | ITF $25.000       | Hartplatz         | Ana Veselinović       | Freya Christie Albina Xabibulina                | 6:3, 2:6, [10:5]  |
| 41. | 11. Mai 2018       | Monzón                     | ITF $25.000       | Hartplatz         | Cristina Bucșa        | Sarah Beth Grey Olivia Nicholls                 | 6:2, 5:7, [10:8]  |
| 42. | 10. August 2018    | Las Palmas de Gran Canaria | ITF $25.000       | Sand              | Ulrikke Eikeri        | Başak Eraydın İpek Soylu                        | 6:2, 6:4          |
| 43. | 22. Juni 2019      | Madrid                     | ITF W25           | Hartplatz         | Polina Monowa         | Ange Oby Kajuru Laura Maluniaková               | 6:4, 6:2          |
| 44. | 20. Juli 2019      | Lausanne                   | WTA International | Sand              | Anastassija Potapowa  | Monique Adamczak Han Xinyun                     | 6:2, 6:4          |
| 45. | 22. Januar 2022    | Manacor                    | ITF W25           | Hartplatz         | Anastasia Dețiuc      | Quirine Lemoine Bibiane Schoofs                 | 6:2, 6:3          |
| 46. | 31. Juli 2022      | Prag                       | WTA 250           | Hartplatz         | Anastassija Potapowa  | Anastassija Sacharowa Angelina Gabujewa         | 6:3, 6:4          |
| 47. | 15. November 2022  | Colina                     | WTA Challenger    | Sand              | Aldila Sutjiadi       | Mayar Sherif Tamara Zidanšek                    | 6:1, 3:6, [10:7]  |
| 48. | 26. Mai 2023       | Rabat                      | WTA 250           | Sand              | Sabrina Santamaria    | Lidsija Marosawa Ingrid Gamarra Martins         | 3:6, 6:1, [10:8]  |
| 49. | 23. Juli 2023      | Palermo                    | WTA 250           | Sand              | Kimberley Zimmermann  | Angelica Moratelli Camilla Rosatello            | 6:2, 6:4          |
| 50. | 17. Dezember 2023  | Limoges                    | WTA Challenger    | Hartplatz (Halle) | Cristina Bucșa        | Oksana Kalaschnikowa Maia Lumsden               | 6:4, 6:1          |
| 51. | 24. Mai 2024       | Rabat                      | WTA 250           | Sand              | Irina Chromatschowa   | Anna Danilina Xu Yifan                          | 6:3, 6:2          |
| 52. | 20. Juli 2024      | Palermo                    | WTA 250           | Sand              | Alexandra Panowa      | Yvonne Cavalle-Reimers Aurora Zantedeschi       | 4:6, 6:3, [10:5]  |

## Abschneiden bei Grand-Slam-Turnieren

### Doppel
| Turnier         | 2020 | 2021 | 2022 | 2023 | 2024 | 2025 | Karriere |
| --------------- | ---- | ---- | ---- | ---- | ---- | ---- | -------- |
| Australian Open | —    | 1    | —    | 2    | 1    | 1    | 2        |
| French Open     | 1    | 1    | —    | 1    | 2    |      | 2        |
| Wimbledon       |      | —    | —    | 2    | 2    |      | 2        |
| US Open         | —    | —    | 1    | 1    | 1    |      | 1        |

Zeichenerklärung: S = Turniersieg; F, HF, VF, AF = Einzug ins Finale / Halbfinale / Viertelfinale / Achtelfinale; 1, 2, 3 = Ausscheiden in der 1. / 2. / 3. Hauptrunde; Q1, Q2, Q3 = Ausscheiden in der 1. / 2. / 3. Qualifikationsrunde; nicht ausgetragen